# (4177) Kohman
(4177) Kohman ist ein Hauptgürtelasteroid, der am 21. September 1987 von Edward L. G. Bowell von der Anderson-Mesa-Station des Lowell-Observatoriums aus entdeckt wurde.
Die Umlaufbahn des Asteroiden um die Sonne befindet sich in einer 2:1-Resonanz mit der Umlaufbahn von Jupiter. Diese Resonanzzone wird Hecuba-Lücke genannt. Es befinden sich dort nur wenige Asteroiden. Es wird angenommen, dass die Umlaufbahn von (4177) Kohman für nur circa 100 bis 500 Millionen Jahre stabil ist, er wird damit den Griqua-Asteroiden zugeordnet, benannt nach (1362) Griqua, dem ersten und bisher größten entdeckten Asteroiden mit diesen Eigenschaften.
(4177) Kohman wurde nach Truman Paul Kohman (* 1916), einem Mitentdecker des Aluminiumisotopes 26Al, benannt.